# Olympische Sommerspiele 1980/Leichtathletik – Weitsprung (Frauen)

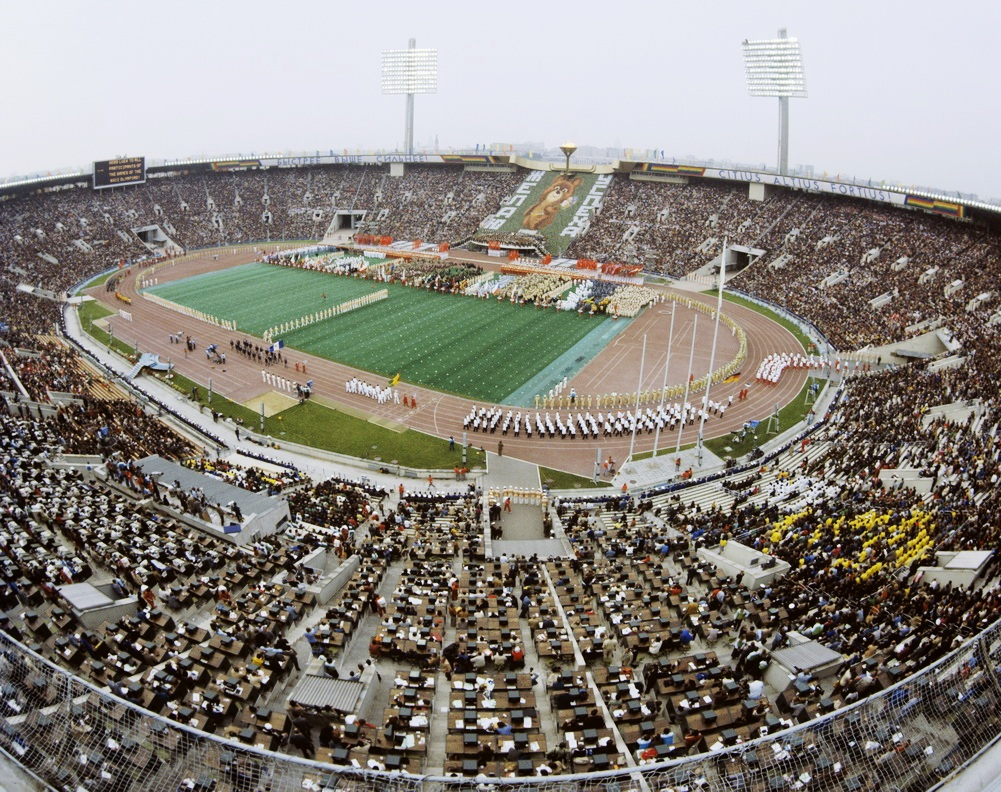
Das Luschniki-Stadion während der Eröffnungsfeier dieser Spiele

Der Weitsprung der Frauen bei den Olympischen Spielen 1980 in Moskau wurde am 30. und 31. Juli 1980 im Olympiastadion Luschniki ausgetragen. 21 Athletinnen nahmen teil.
Olympiasiegerin wurde Tatjana Kolpakowa aus der Sowjetunion. Sie gewann vor Brigitte Wujak, frühere Brigitte Künzel, aus der DDR und Tetjana Skatschko, ebenfalls aus der Sowjetunion.
Weitere Teilnehmerinnen der DDR waren Sigrid Heimann, spätere Sigrid Ulbricht, und Siegrun Siegl, frühere Siegrun Thon. Beide erreichten das Finale. Siegl wurde Fünfte, Heimann Siebte.

Springerinnen aus der Schweiz, Österreich und Liechtenstein nahmen nicht teil. Athleten aus der Bundesrepublik Deutschland waren wegen des Olympiaboykotts ebenfalls nicht dabei.

## Rekorde

### Bestehende Rekorde
| Weltrekord         | 7,09 m | Vilma Bardauskienė ( Sowjetunion) | Prag, Tschechoslowakei (heute Tschechien) | 29. August 1978  |
| Olympischer Rekord | 6,82 m | Viorica Viscopoleanu ( Rumänien)  | Finale OS Mexiko-Stadt, Mexiko            | 14. Oktober 1968 |

### Rekordverbesserungen
Der bestehende olympische Rekord wurde im Finale am 31. Juli viermal verbessert:
- 6,96 m – Tetjana Skatschko (Sowjetunion), erster Versuch
- 7,01 m – Tetjana Skatschko (Sowjetunion), dritter Versuch
- 7,04 m – Brigitte Wujak (DDR), sechster Versuch
- 7,06 m – Tatjana Kolpakowa (Sowjetunion), sechster Versuch

## Durchführung des Wettbewerbs
Die Springerinnen traten am 30. Juli in zwei Gruppen zu einer Qualifikationsrunde an. Zehn von ihnen – hellblau unterlegt – übertrafen die direkte Finalqualifikationsweite von 6,50 m. Damit war die Mindestanzahl von zwölf Finalteilnehmerinnen nicht erreicht. So wurde das Finalfeld nach den nächstbesten Weiten mit weiteren Wettbewerberinnen – hellgrün unterlegt – auf zwölf bzw. in diesem Falle dreizehn Teilnehmerinnen aufgefüllt – es gab am Ende hinter Rang elf zwei Springerinnen mit der gleichen Weite. Da die Regel der besseren zweitbesten Weite bei der Qualifikation für das Finale nicht zur Anwendung kam, erreichten beide Athletinnen das Finale, das am 31. Juli stattfand.

## Zeitplan
30. Juli, 10:00 Uhr: Qualifikation

31. Juli, 18:50 Uhr: Finale
Anmerkung:
Alle Zeiten sind in Ortszeit Moskau (UTC+3) angegeben.

## Legende
Kurze Übersicht zur Bedeutung der Symbolik – so üblicherweise auch in sonstigen Veröffentlichungen verwendet:
| – | verzichtet |
| x | ungültig   |

## Qualifikation
Datum: 30. Juli 1980, ab 10:00 Uhr

### Gruppe A
| Platz | Name                | Nation           | 1. Versuch (m) Wind (m/s) | 2. Versuch (m) Wind (m/s) | 3. Versuch (m) Wind (m/s) | Resultat (m) |
| 1     | Tatjana Kolpakowa   | Sowjetunion      | 6,70 / +0.6               | –                         | –                         | 6,70         |
| 2     | Susan Hearnshaw     | Großbritannien   | x                         | 6,66 / +1,1               | –                         | 6,66         |
| 3     | Brigitte Wujak      | DDR              | 6,65 /+0,2                | –                         | –                         | 6,65         |
| 4     | Jarmila Nygrýnová   | Tschechoslowakei | 6,58 / −0,2               | –                         | –                         | 6,58         |
| 5     | Siegrun Siegl       | DDR              | 6,53 / +0,9               | –                         | –                         | 6,53         |
| 6     | Jennifer Inniss     | Guyana           | 6,26 / +0,3               | 6,36 / +0,1               | 6,44 / −0,2               | 6,44         |
| 7     | Mária Pap           | Ungarn           | 6,41 / +0,4               | 6,25 / +1,3               | 6,28 / +0,7               | 6,41         |
| 8     | Maria Lambrou       | Griechenland     | x                         | 6,37 / +0,6               | x                         | 6,37         |
| 9     | Ekaterina Nedewa    | Bulgarien        | x                         | x                         | 5,83 / +0,1               | 5,83         |
| 10    | Nguyễn Thị Hoàng Na | Vietnam          | 5,30 / +0,4               | 5,35 / −0,3               | 5,23 / +0,5               | 5,35         |

### Gruppe B
| Platz | Name                 | Nation         | 1. Versuch (m) Wind (m/s) | 2. Versuch (m) Wind (m/s) | 3. Versuch (m) Wind (m/s) | Resultat (m) |
| 1     | Lidija Alfejewa      | Sowjetunion    | 6,78 / +0,1               | –                         | –                         | 6,78         |
| 2     | Sigrid Heimann       | DDR            | 6,71 / +0,5               | –                         | –                         | 6,71         |
| 3     | Anna Włodarczyk      | Polen          | x                         | 6,58 / +0,5               | –                         | 6,58         |
| 4     | Tetjana Skatschko    | Sowjetunion    | 6,56 / −0,9               | –                         | –                         | 6,56         |
| 5     | Lidija Guschewa      | Bulgarien      | 6,35 / −0,9               | 6,56 / +2,4               | –                         | 6,56         |
| 6     | Sue Reeve            | Großbritannien | x                         | 6,43 / +2,4               | 6,48 / +0,3               | 6,48         |
| 7     | Barbara Wojnar-Baran | Polen          | 6,40 / +1,5               | 6,15 / −0,4               | 6,44 / +0,1               | 6,44         |
| 8     | Margit Papp          | Ungarn         | 6,32 / −0,6               | x                         | x                         | 6,32         |
| 9     | Dorothy Scott        | Jamaika        | x                         | 5,83 / −0,6               | x                         | 5,83         |
| DNS   | Estella Meheux       | Sierra Leone   |                           |                           |                           |              |
| DNS   | Dia Toutounji        | Syrien         |                           |                           |                           |              |

## Finale

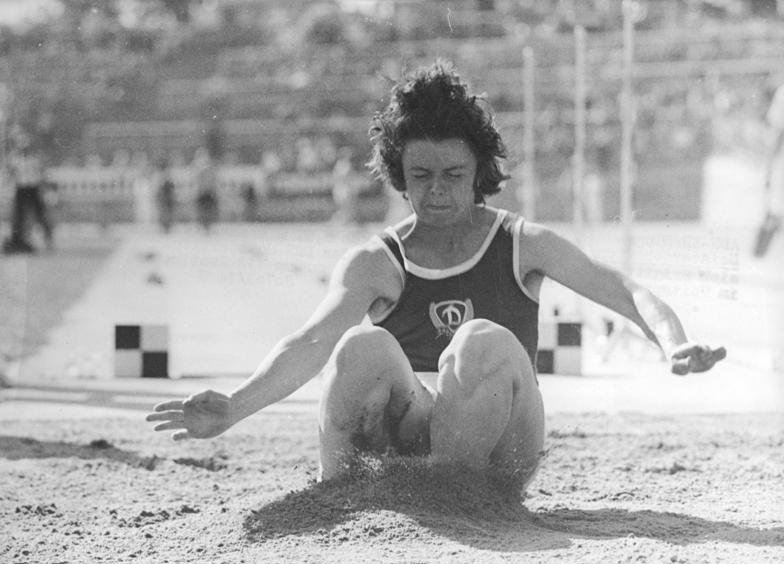
Silbermedaillengewinnerin Brigitte Wujak

Datum: 31. Juli 1980, 18:50 Uhr
| Platz | Name                 | Nation           | 1. Versuch (m) Wind (m/s) | 2. Versuch (m) Wind (m/s) | 3. Versuch (m) Wind (m/s) | 4. Versuch (m) Wind (m/s)                     | 5. Versuch (m) Wind (m/s)                     | 6. Versuch (m) Wind (m/s)                     | Resultat (m) |
| 1     | Tatjana Kolpakowa    | Sowjetunion      | 6,84 / +1,3               | 6,81 / +1,1               | 6,72 / −0,1               | 6,87 / −1,1                                   | 6,73 / −0,1                                   | 7,06 / +0,4 OR                                | 7,06 OR      |
| 2     | Brigitte Wujak       | DDR              | 6,88 / −1,1               | 6,68 / −0,6               | 6,81 / +0,3               | 6,87 / +0,9                                   | 6,81 / +0,6                                   | 7,04 / +0,5 OR                                | 7,04000      |
| 3     | Tetjana Skatschko    | Sowjetunion      | 6,96 +1,6 OR              | 6,89 / +0,6               | 7,01 / −0,4 OR            | 6,01 / −0,2                                   | 6,56 / −0,5                                   | 6,64 / ±0,0                                   | 7,01000      |
| 4     | Anna Włodarczyk      | Polen            | 6,56 / +0,2               | 6,83 / −0,1               | x                         | x                                             | 6,88 / +0,3                                   | 6,95 / +0,4                                   | 6,95000      |
| 5     | Siegrun Siegl        | DDR              | x                         | 6,68 / +0,2               | x                         | x                                             | 6,65 / +0,2                                   | 6,87 / +0,4                                   | 6,87000      |
| 6     | Jarmila Nygrýnová    | Tschechoslowakei | 6,79 / +0,5               | 6,46 / −0,6               | 6,38 / −1,0               | 6,83 / −1,2                                   | 6,71 / −0,3                                   | 6,76 / −0,1                                   | 6,83000      |
| 7     | Sigrid Heimann       | DDR              | 6,71 / −0,6               | 6,71 / −0,4               | 6,65 / −0,1               | 6,68 / −1,2                                   | 6,68 / −0,3                                   | 6,69 / −0,1                                   | 6,71000      |
| 8     | Lidija Alfejewa      | Sowjetunion      | x                         | 6,71 / +0,8               | 6,07 / −0,6               | x                                             | x                                             | x                                             | 6,71000      |
|       |                      |                  |                           |                           |                           |                                               |                                               |                                               |              |
| 9     | Susan Hearnshaw      | Großbritannien   | x                         | 6,42 / +0,5               | 6,50 / +0,3               | nicht im Finale der besten acht Springerinnen | nicht im Finale der besten acht Springerinnen | nicht im Finale der besten acht Springerinnen | 6,50000      |
| 10    | Sue Reeve            | Großbritannien   | 6,20 / −1,2               | 6,46 / −0,2               | x                         | nicht im Finale der besten acht Springerinnen | nicht im Finale der besten acht Springerinnen | nicht im Finale der besten acht Springerinnen | 6,46000      |
| 11    | Barbara Wojnar-Baran | Polen            | x                         | 6,33 / −0,1               | 6,28 / −0,1               | nicht im Finale der besten acht Springerinnen | nicht im Finale der besten acht Springerinnen | nicht im Finale der besten acht Springerinnen | 6,33000      |
| 12    | Lidija Guschewa      | Bulgarien        | 6,24 / +0,7               | 6,23 / +0,1               | 6,22 / −0,8               | nicht im Finale der besten acht Springerinnen | nicht im Finale der besten acht Springerinnen | nicht im Finale der besten acht Springerinnen | 6,24000      |
| 13    | Jennifer Inniss      | Guyana           | 5,88 / +1,4               | 5,71 / +2,7               | 6,10 / +0,2               | nicht im Finale der besten acht Springerinnen | nicht im Finale der besten acht Springerinnen | nicht im Finale der besten acht Springerinnen | 6,10000      |

Bedingt durch den Olympiaboykott fehlten die US-amerikanischen Springerinnen. Aber auch die Weltrekordlerin Vilma Bardauskienė, die erste Frau, die über sieben Meter gesprungen war, konnte in Moskau auf Grund einer Verletzung nicht antreten. So gab es keine eindeutige Favoritin für diesen Wettbewerb. Es wurde ein Zweikampf zwischen den Athletinnen der UdSSR und der DDR erwartet.
Das Finale war durch ständige Positionswechsel geprägt und hatte eine ausgesprochen hohe Qualität. In Runde eins ging Tetjana Skatschko, UdSSR, in Führung und erzielte mit ihren 6,96 m gleich einen neuen olympischen Rekord. Dahinter lagen Brigitte Wujak, frühere Brigitte Künzel, aus der DDR mit 6,88 m und Tatjana Kolpakowa, UdSSR, die 6,84 m gesprungen war. Im zweiten Durchgang änderte sich an der Spitze nichts, aber die Polin Anna Włodarczyk kam bis auf einen Zentimeter an Kolpakowa heran. Mit ihrem dritten Versuch baute Skatschko ihre Führung auf 7,01 m aus. Es war der erste 7-Meter-Sprung bei Olympischen Spielen überhaupt. In Runde vier sprang Kolpakowa bis auf einen Zentimeter an die Weite von Wujak heran. Im nächsten Durchgang verbesserte sich Włodarczyk mit einem Sprung über 6,88 m auf Platz drei, Wujak behauptete auf Grund der besseren zweiten Weite auf Rang zwei. Der letzte Versuch wurde spannend. Zuerst verbesserte sich die frühere Weltrekordlerin Siegrun Siegl aus der DDR auf Platz fünf. Włodarczyk gelangen 6,95 m, womit sie nun hinter der weiter führenden Skatschko Platz zwei einnahm. Skatschko konnte sich mit ihrem letzten Sprung nicht weiter verbessern. Dann setzte sich Wujak mit 7,04 m an die Spitze und sah schon fast wie die Olympiasiegerin aus. Aber die vorher nur noch viertplatzierte Tatjana Kolpakowa verbesserte sich im letzten Versuch auf 7,06 m, das waren noch einmal zwei Zentimeter mehr als die bis dahin beste Weite und damit der Olympiasieg. Brigitte Wujak gewann die Silbermedaille, und der lange führenden Tetjana Skatschko blieb Bronze. Alle drei hatten die 7-Meter-Marke übertroffen und auch die viertplatzierte Anna Włodarczyk lag mit 6,95 m nicht weit darunter.
Insgesamt gab es drei Sprünge über sieben Meter durch drei verschiedene Athletinnen. Der bis dahin gültige Olympiarekord der Rumänin Viorica Viscopoleanu von 6,82 m wurde elf Mal überboten. Auch wenn Vilma Bardauskienės Weltrekord nicht ganz erreicht wurde, war dies der Weitsprungwettbewerb mit der zu diesem Zeitpunkt höchsten Qualität in der Leichtathletikgeschichte. Mit der Weite des bisherigen olympischen Rekords wäre hier nur der siebte Platz erreicht worden.

## Video
- 1980 Olympics Women's Long Jump, youtube.com, abgerufen am 4. Januar 2018